# Metoporhaphis calcarata
Metoporhaphis calcarata är en kräftdjursart som först beskrevs av Thomas Say 1818.  Metoporhaphis calcarata ingår i släktet Metoporhaphis och familjen Inachidae. Inga underarter finns listade i Catalogue of Life.